# Os Cães Ladram Mas a Caravana Não Pára
Os Cães Ladram Mas a Caravana Não Pára é o segundo álbum da banda brasileira Planet Hemp, lançado em 1997. Segundo o Dicionário Cravo Albin, o disco vendeu 500 mil cópias.

## Produção
O disco foi produzido por Mario Caldato Jr., que havia trabalhado com o grupo de rap rock americano Beastie Boys.
O vocalista BNegão saiu do Planet Hemp na época para se dedicar à sua banda original, The Funk Fuckers, mas participa do disco na maioria das faixas como "Zerovinteum" e "Adoled" (versão de "The Ocean" do Led Zeppelin). No seu lugar entrou o velho parceiro da banda Gustavo Black Alien.
O título do álbum é um provérbio árabe.
A arte do álbum foi criada pelo artista visual brasileiro Muti Randolph. O rosto da capa é o resultado da mistura de várias fotos de rostos diferentes, que foram retiradas de um livro sobre políticos alemães do pós-guerra. A ideia de não ter um rosto de alguém específico era evitar problemas com direitos de uso de imagem.

### Turnê
Durante a turnê do disco, após um concerto no Minas Brasília Tênis Clube em 8 de novembro de 1997, a banda foi presa sob acusação de apologia às drogas. Eles foram visitados na delegacia, como forma de apoio, pelos então deputados federais Fernando Gabeira e Eduardo Suplicy. Os membros da banda foram soltos após 5 dias presos.
Ironicamente o juiz Vilmar José Barreto Pinheiro, que mandou prender a banda, foi afastado do cargo em 2013, sob suspeita de receber propina de traficantes.

## Faixas
| N.º            | Título                                               | Letras                          | Música                                                        | Duração |  |
| 1.             | "Zerovinteum" (com a participação de Fernanda Abreu) | Marcelo D2, BNegão, Black Alien | Formigão                                                      | 5:18    |  |
| 2.             | "Queimando Tudo"                                     | Marcelo D2, Black Alien         | Marcelo D2, Zé Gonzales                                       | 2:55    |  |
| 3.             | "Hip Hop Rio"                                        | Marcelo D2                      | Marcelo D2, Rafael Crespo                                     | 2:34    |  |
| 4.             | "Bossa"                                              | (Instrumental)                  | Marcelo D2, Rafael Crespo, Apollo 9, Formigão, Ronaldo Caldas | 0:25    |  |
| 5.             | "100% Hardcore"                                      | Marcelo D2, BNegão              | Rafael Crespo                                                 | 2:47    |  |
| 6.             | "Biruta"                                             | (Instrumental)                  | Formigão                                                      | 3:35    |  |
| 7.             | "Mão Na Cabeça"                                      | Marcelo D2                      | Ulisses Cappelletti                                           | 3:25    |  |
| 8.             | "O Bicho Tá Pegando"                                 | Marcelo D2, BNegão              | Marcelo D2, Zé Gonzales                                       | 2:54    |  |
| 9.             | "Adoled (The Ocean)"                                 | Marcelo D2, BNegão              | John Bonham, John Paul Jones, Jimmy Page, Robert Plant        | 3:07    |  |
| 10.            | "Seus Amigos"                                        | Katinha                         | Fábio Barreto                                                 | 1:43    |  |
| 11.            | "Paga Pau"                                           | Marcelo D2                      | Marcelo D2, Marcelo Lobato                                    | 3:20    |  |
| 12.            | "Rappers Reais"                                      | Marcelo D2, Skunk               | Marcelo D2                                                    | 3:24    |  |
| 13.            | "Nega do Cabelo Duro"                                | Rubens Soares, David Nasser     | Rubens Soares, David Nasser                                   | 2:04    |  |
| 14.            | "Hemp Family"                                        | Marcelo D2                      | Marcelo D2, Rafael Crespo, Zé Gonzales                        | 3:28    |  |
| 15.            | "@#*&@#*& (Quem Me Cobrou?)"                         | Marcelo D2                      | Rafael Crespo                                                 | 2:04    |  |
| 16.            | "Se Liga"                                            | Marcelo D2                      | Marcelo D2, Zé Gonzales                                       | 6:52    |  |
| Duração total: | Duração total:                                       | Duração total:                  | Duração total:                                                | 49:55   |  |

### Créditos
- Marcelo D2: vocais
- Black Alien: vocais
- Rafael: guitarra
- Formigão: baixo
- Bacalhau: bateria

## Samples
Zerovinteum
- "Da Lata" por Fernanda Abreu

Queimando Tudo
- "Fazendo a Cabeça" por Planet Hemp

Hemp Family
- "Deisdazseis" por Planet Hemp
- "Compton's in The House" por N.W.A

Se Liga
- "Jacarandá" por Luiz Bonfá
- "Via Dutra" (Instrumental oculto no final da faixa)

Nega do Cabelo Duro
- "Eu Bebo Sim" por Elizeth Cardoso
- "Sound Of da Police" por KRS-One

O Bicho Tá Pegando
- Obra Incidental: "Malandragem Dá Um Tempo" de Bezerra da Silva, composto por Popular P., Adelzonilton, e Moacyr Bombeiro